# Сейко, Теме
Теме Сейко (алб. Teme Sejko; 25 августа 1922, Конисполь — 31 мая 1961, Тирана) — албанский военный, коммунист, участник партизанской борьбы против итальянской оккупации. В 1958—1960 — командующий военно-морским флотом НРА. Считался представителем просоветского крыла албанской компартии, причислялся к сторонникам «хрущёвской оттепели». Подвергся репрессиям режима Энвера Ходжи, приговорён к смертной казни и расстрелян.

## Партизанский командир
Родился в семье богатого помещика, выходца из Греции. Принадлежал к землячеству чамских албанцев (т. н. «чамское братство»). Обучаясь в Тиране, примкнул к подпольной коммунистической организации. В 1943 вступил в Коммунистическую партию Албании.
Теме Сейко активно участвовал в коммунистическом партизанском движении. Арестовывался итальянскими оккупантами (освобождён за недостаточностью улик), был ранен в одном из боёв. В 1944 занимал пост политкомиссара 18-й партизанской бригады. Участвовал во взятии Тираны Национально-освободительной армией. С декабря 1944 по май 1945 в звании майора служил в системе «внутренней безопасности» — будущей Сигурими.

## Начальник разведки и командующий флотом
В 1945 году Теме Сейко был направлен на учёбу в Москву. С отличием окончил Военную академию имени М. В. Фрунзе. Вернувшись в Албанию, в сентябре 1949 был назначен начальником разведывательного управления министерства обороны НРА в звании полковника.
В 1955—1957 Сейко вновь учился в СССР. Окончил Высшую военную академию имени К. Е. Ворошилова. Вернувшись в Албанию, в январе 1958 был назначен командующим Военно-морскими силами НРА. С июля 1959 имел воинское звание контр-адмирала.

## Арест и казнь
В правящей албанской компартии Теме Сейко принадлежал к крылу, ориентированному на СССР. Но после смерти Сталина советско-албанские отношения стали быстро ухудшаться. Предполагается, что контр-адмирал Сейко принадлежал к группе сторонников «хрущёвской оттепели», которые в апреле 1956 выступили против сталинистской политики Энвера Ходжи и его окружения. Кроме того, в начале 1960-х власти провели репрессивную кампанию против «Чамского братства» (в котором были распространены откровенно антикоммунистические настроения). Организаторами очередной чистки выступали министр внутренних дел Кадри Хазбиу и член политбюро Рита Марко
28 июля] 1960 был арестован и обвинён в шпионаже в пользу Греции. Общее количество обвиняемых составляло 65 человек. Главными из них считались 10 во главе с Теме Сейко. Они представли перед судом под председательством Шунаипа Панарити. Государственное обвинение представлял генпрокурор НРА Аранит Челя.
В своём последнем слове Теме Сейко признал себя агентом «американских империалистов, греческих монархо-фашистов и югославских ревизионистов» и просил «учесть раскаяние».
27 мая 1961 четверо подсудимых, в том числе Теме Сейко, были приговорены к смертной казни и 31 мая 1961 расстреляны.
После казни Управление военно-морской разведки сообщило, что Сейко был «ключевой фигурой» в советско-албанском расколе.

## Семейная трагедия
Теме Сейко был женат, имел трёх сыновей, двух братьев и двух сестёр. Судьба семьи сложилась трагически.
Тахо Сейко, старший брат Теме Сейко, был арестован и расстрелян в 1962. Суло Сейко, младший брат, в 1963 покончил с собой, не дожидаясь ареста. В 1974 был расстрелян Сокол Сейко, сын Теме Сейко. Вскоре после этого покончила с собой Шпреса Сейко, вдова Теме Сейко.
Другие члены семьи Сейко, в том числе сыновья Раймонд и Суло, были приговорены к тюремному заключению либо подверглись депортации.
В современной Албании Теме Сейко и его родные причисляются к жертвам коммунистического режима.